# ザンギー

緑色の影は1146年の段階でザンギーが征服した土地。ピンク色が十字軍国家、紫色が東ローマ帝国

イマードゥッディーン・ザンギー（阿: أبو المظفر عماد الدين زنكي ابن  قسيم الدولة آق سنقر ابن ايلترغان、1085年 - 1146年9月14日）は、セルジューク朝のモースルとアレッポの太守（在位：1127年 - 1146年）で、ザンギー朝の初代アミール。
ザンギーの政権はいわゆるアタベク政権のひとつで、父親はセルジューク朝のスルタン、マリク・シャーのテュルク系マムルーク、アーク・スンクルであった。十字軍と組織的・継続的に戦ったムスリム最初の武将で、1144年に十字軍国家群からエデッサ伯国を奪い、第2回十字軍を呼び寄せることになった。

## 生涯

### 生い立ちとアタベク政権の樹立
ザンギーの父アーク・スンクルはマリク・シャーによりシリア北部の大都市アレッポを任されていたが、半独立の動きを見せたため、1094年、ダマスカス（ダマスクス）にシリア・セルジューク朝を立てたトゥトゥシュによって殺害された。ザンギーは北メソポタミア（ジャズィーラ）の都市、モースルのアタベク（領主）、ケルボガ（カルブーカ）によって育てられた。
1127年、バスラの司令官を勤めていた頃、アッバース朝カリフのセルジューク朝スルタンに対する反乱が起こった際、彼はスルタンに呼ばれて活躍した。この反乱とは、1118年、バグダードで大セルジューク朝のスルタン・ムハンマド・タパルが亡くなったとき、その死後の混乱に乗じ、同年にカリフを継いだばかりのアル・ムスタルシドが、往年のアッバース朝カリフの栄光の復活を目指して、ムハンマド・タパルの子で跡を継いだばかりのイラク・セルジューク朝のスルタン・マフムード2世に対し徐々に圧迫を続け、ついに1127年に起こした反乱であった。バグダードへ出兵したザンギーはマフムード2世を守って戦い、アル・ムスタルシドを破り宮殿に幽閉させた。この功績によりモースルの太守に任命され、翌1128年、当時モースルに付属するとされていたアレッポに入城し支配下に収め本拠とした。
彼はアレッポのかつての王、シリア・セルジューク朝のリドワーン王の娘で、以前のアタベク・イル・ガーズィーおよびバラク（アルトゥク朝）の未亡人だった女性と結婚しアタベクとなり、アタベク政権ザンギー朝を打ち立てた。彼はマフムード2世より北メソポタミア（ジャズィーラ）とシリアにおける権威の保証を取り付け、大セルジューク朝に代わってシリアの十字軍からの奪還を進めることになる。

### ダマスクスとの抗争
ザンギーは一般に十字軍に対する反攻（ジハード）を開始したイスラム教世界の英雄と見られがちだが、実際の彼の生涯は、ほとんどセルジューク朝の分派（分家）政権で本家たる大セルジューク朝と対立していたダマスクスの地方政権、ブーリー朝との争いに費やされた。
1130年、彼はダマスクスのブーリー朝アタベク・ブーリに、連合して十字軍諸侯と戦おうと呼びかけたが、これはザンギーの勢力を高める結果に終わった。彼は到着したブーリの軍を武装解除させるとブーリの息子や弟サウィンジを人質に取り、ハマーの街を奪った。さらにホムスの街も奪おうとしその領主とも結んだが陥落させることができなかったため、ザンギーはブーリの息子やその他の人質を幽閉しているモースルに戻り、ダマスクスから5万ディナールの身代金を受け取って彼らを釈放した。翌1131年、ザンギーは5万ディナールを返す代わりに、カリフのアル・ムスタルシドの元からダマスクスへ逃げた武将ドゥバイスをブーリが差し出すことを要求した。カリフの使者がドゥバイスを引き取りにダマスクスへ現れたとき、ザンギーはドゥバイスを殺した後だった。

### アッバース朝カリフとの抗争
その後一旦、ザンギーは大セルジューク朝の後継戦争に巻き込まれることになる。ザンギーの味方だったマフムード2世が1132年に世を去り、またもカリフのアル・ムスタルシドが勢力を盛り返しセルジューク一族同士の争いに火を注いだ。ザンギーはアル・ムスタルシドをもう一度破るべくバグダードの都に向かったが、都の北、ティクリートの郊外でカリフ自身の待ち伏せにあった。彼は敗北し捕らえられる寸前、カリフ側の軍にいたティクリートの司令官であるナジムッディーン・アイユーブという若い武将に命を救われ、モースルへ逃れることができた。アイユーブは後にザンギーの部下となり、その息子がザンギーの息子ヌールッディーンに仕え、エルサレムをムスリムの手に取り戻し名を轟かせたサラーフッディーン（サラディン）である。
ザンギーを破ったアル・ムスタルシドは、1133年、大セルジューク朝の後継者となったマスウードに対し盛大な儀式とともに忠誠を誓わせてスルタン位を承認し、絶頂期にあった。さらに彼はザンギーを討伐しようとモースルに向かうが、ザンギーは数ヶ月に渡るモースル包囲戦に勝利する。この失敗でアル・ムスタルシドの権威は落ち、味方だった武将や民衆に見放され、ついに1135年にマスウードに敗れ捕虜となり、2ヶ月の抑留の後に惨殺された。

### ダマスクス入城の失敗
このようにバグダードとの戦いのほか、ジャズィーラでの地方政権の紛争にもかかわっていたが、関心は常にダマスクスにあった。1135年、ザンギーはダマスクスの領主でブーリの息子イスマイルから、救援の求めを受け取った。イスマイルは武勇で知られたびたび十字軍諸侯に対する攻略を行ったが頑固な性格で多くの敵を作り、軍事費の増大で市民の離反を招いた。やがて自分に対する暗殺の動きがあることを知り疑心暗鬼に駆られ宮廷内外のあらゆる者たちを処刑し始め、収拾のつかなくなった後にザンギーにダマスクスを明け渡そうとしたのである。しかしダマスクスの宮廷も市民も以前の人質事件以来ザンギーを嫌っており、有力者たちはイスマイルの母ズムッルド妃に相談した。妃は部下たちに命じ息子イスマイルを殺害させ、もう一人の息子マフムードを擁立した。
ザンギーはこれを知らずダマスクスに入城しようとしたがすでに都市はザンギーを迎え撃つ準備をしていた。交渉は流れ、ダマスクス攻略が開始されるが、都市の実権を握った武将のムイーヌッディーン・ウヌルの前に攻撃は困難と悟りとりあえず休戦協定が結ばれた。同時にバグダードのカリフからもダマスクスを離れよとの信書が届き、ザンギーはこれを無視したがダマスカスをあきらめることになった。ダマスカスは形式的にザンギーの宗主権を認め人質を送ったが、ザンギーは何も得るものがないままダマスクスを離れることになり、帰りにマアッラト・アン＝ヌウマーンほか十字軍諸侯の都市のいくつかを奪取するが名誉は傷ついた。かつて彼を怒らせたホムスも奪おうとしたが、ホムスからの救援を受けウナルが入城・統治し、ザンギーはまたもウナルに屈することとなった。

### 十字軍および東ローマ帝国との抗争
1137年、ザンギーは再びホムスを奪おうと大規模な軍を用意するが、領主ウヌルはすぐさまダマスクスと連絡を取りエルサレム王国やトリポリ伯国に救援を要請し、ザンギーを挟み撃ちにしようとした。ザンギーはウヌルと講和を結ぶと、ただちに十字軍側に向きを変え、この地方最強の十字軍の要塞であるバーリンを攻略することにした。エルサレム王フルクとトリポリ伯国が直ちに軍を向かわせたが、これがザンギーの最初の西洋人との戦いになった。フルクたちの軍は撃破され、バーリンに籠城することとなった。ザンギーは要塞を包囲した末、フルクと要塞の明け渡しと大金の支払いという有利な条件で講和し、フルクとその部下はエルサレムへ逃げ帰った。

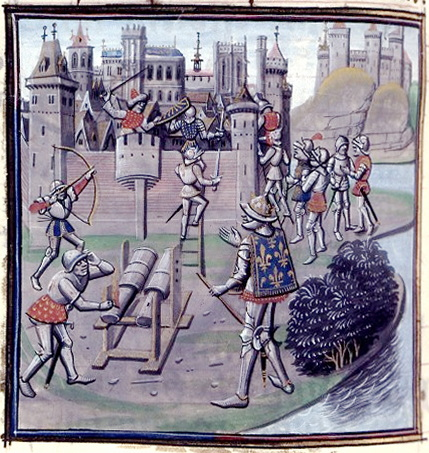
シャイザル攻城戦（1138年）

この時ザンギーは、東ローマ帝国の皇帝ヨハネス2世コムネノスが南下していると聞いていたため、フルクやダマスクスとの休戦を早々に済ませなければならない状態だった。一旦は皇帝の目標はアンティオキア公国と聞いて安心したものの、攻囲戦の末アンティオキアが皇帝に屈従し、皇帝はさらにアンティオキア公レーモン・ド・ポワティエとエデッサ伯ジョスラン2世を従えてシリア攻撃を開始した。ザンギーは軍を連合軍に向けて動かし、アナトリア、バグダードのスルタン、シリアやジャズィーラのムスリムの諸王に使者や扇動者を送り、全員応援に駆けつけるよう呼びかけた。また十字軍国家側と皇帝側を離反させる陰謀をめぐらし、その結果レーモンやジョスラン2世は皇帝が中東で勢力を増すのを恐れ非協力的になった。1138年4月、最初の攻撃目標であった都市シャイザルに連合軍は到達したが、数で劣るザンギーの伏兵や連合軍内の不和、ムスリムの増援軍に対する恐怖から1ヶ月で撤退し、危機は去った。

### ダマスカス妃との結婚と抗争
シャイザル包囲戦後の1138年5月末、ザンギーはダマスクスに協定締結のため訪れた。かつて息子イスマイルを殺しザンギーを追い返したズムッルド妃と結婚し、妃は持参金としてホムスをザンギーに贈るという協定だった。3ヵ月後ホムスで2人は中東諸国や東ローマからの使者らの前で結婚するが、ズムッルド妃を説得してなんとか彼女の息子のマフムードからダマスクスを引き継ごうとするザンギーの努力はズムッルド妃にかわされてしまい、ザンギーは結局この方法はあきらめた。
1139年7月、ズムッルド妃からマフムードが暗殺されたことと暗殺者を罰してほしいとの便りを受け取り、ザンギーはダマスクスに向かったが、ホムスからダマスクスに引き上げた後ダマスクスを実質的に支配し、マフムードの後継者ムハンマドの代理となっていたウヌルのもと、ダマスクスは守りを固め、再びエルサレム王国と連合した。ザンギーはダマスクスの重要拠点バールベックをまず攻撃したが時間がかかり、その間ウヌルは友人の年代記作家ムンキズを通じエルサレム王国の保護下に入る協定を結んだ。いわく、ダマスクスはザンギーを遠ざける、危急の際はダマスクスとエルサレムの軍は統合される、ダマスクスはエルサレムに戦費を払いザンギー支配下の砦をエルサレムとともに攻める、ダマスクスは名家の子弟を人質として差し出すなどである。
1140年4月、ダマスクスに迫ったザンギーはエルサレム王国の救援の前に挟み撃ちを恐れて攻撃をあきらめ引き返した。同年、ダマスクス・エルサレム連合軍はザンギーの砦バニヤースを攻囲し、ザンギーも駆けつけたがすぐに放棄した。ダマスクスはこれをエルサレムに引渡し、ウヌルはエルサレムを公式訪問するなど交流を深めた。しばらくこれら諸国に戦争はなかったが、ザンギーは北方へ遠征しアッシーブやアルメニア人の要塞ヒザーンを占領した。

### エデッサ伯国を占領
1144年秋から、ザンギーはエデッサ伯国への進撃を開始する。エデッサ市はエルサレム王国の宗主権下で政情は安定していたが、住民のほとんどがアルメニア人で、十字軍諸国の中でもっとも弱く、またもっとも西洋人の少ない国だった。エデッサ伯国は同じ十字軍国家であるアンティオキア公国やトリポリ伯国とは抗争で仲が悪く、強大な国である東ローマ帝国やエルサレム王国はヨハネス2世やフルクが亡くなったばかりで（偶然にも2人とも狩猟中の事故で死亡している）安定しておらず、頼れる国がどこにもなかったので、増大するザンギーの勢力に抵抗するためエデッサ伯ジョスラン2世は近隣のディヤルバクルのセルジューク系領主カラ・アスラーンと連合した。このカラ・アスラーンの軍勢だけがほとんど使える軍勢だった。
ザンギーは1144年の秋、ジョスラン2世が全軍とともにカラ・アスラーンと合流し、西の方ユーフラテス川のほとり、テル・バーシルまで略奪戦に出かけたと聞くやすぐさまエデッサ包囲戦を開始し、街の北の「時の門」のそばに陣を張った。街は庶民ばかりで軍隊はおらず、司教たちが指揮を執ることになった。司教らはキリスト教徒のアルメニア人はザンギーに降伏しないだろうと期待していた。
エデッサは難攻不落の城塞であり市民は防衛に奮戦したが、誰も攻城戦の経験がなく城塞の守り方や守るべき要所を知らず、工兵が城壁下にトンネルを掘り始めてもなすすべがなかった。度重なる休戦協定はエデッサ側の拒否で失敗に終わり、ザンギーは街の北の城壁の土台を取り除き、材木で支えて油や硫黄を一杯につめ、12月24日、ついに火を放った。油は燃え上がり城壁は崩れ落ち、ザンギーの軍が侵入して城郭に逃げられなかった人々を虐殺した。城郭は司祭の過失から固く閉まっており、殺到した群衆がパニックに陥り司祭も含む5,000人以上が圧死した。ザンギーは殺戮の中止命令を出してキリスト教徒の代表と話し合い、12月26日に街はザンギーに明け渡された。
アルメニア人やアラブ人のキリスト教徒は解放されたが、西洋人に対する扱いは過酷だった。持っていた財宝は没収され、貴族や司祭たちは衣服をはがれて鎖につながれアレッポへと送られ、職人たちは囚人として各職種別に働かされ、残り100人ほどは処刑された。ジョスラン2世はこの間遠くテル・バーシルにとどまったままであった。
この事件は十字軍国家を震え上がらせ、エルサレム王フルクの未亡人メリザンドはヨーロッパに特使を送りその惨害と救援要請を訴えた。これが第2回十字軍を招くことになる。またムスリム世界ははじめての勝利らしい勝利に熱狂し、カリフはありとあらゆる美辞麗句に満ちた敬称を彼に与えた。後のムスリムの年代記作家らはこれを十字軍国家に対するジハードの始まりと述べている。

### ザンギーの急死と後継者
しかしザンギーはエデッサ伯国の残る東のほうの領土やアンティオキア公国など十字軍国家の駆逐を開始するかと思いきや、翌1145年、またもバールベクに戻りダマスクス攻城戦の準備を始めた。しかしジョスラン2世の残存勢力がエデッサの奪回を狙っていると聞くと再びエデッサに戻り協力者たちを処刑し、かわりにユダヤ人たちを居住させた。またモースルの政情不安や、ジャズィーラの領主たちに反抗の意思があるなど、しばらくは北にとどまらねばならない状態だった。1146年9月、幕営で酒を飲んで寝ているところをヤランカシュという西洋人奴隷に暗殺された。西洋人の年代記作家は大酒を飲んで寝ているところを大勢の従者に襲われ血の海に沈み殺されたと喜ばしいニュースとして書いている。
ザンギーの急死は軍をパニックに陥れ、見る間に軍は解体し消え失せた。宝物も武具も奪われ、将たちは兵を連れて各地へ散り散りになった。メリザンドはザンギーの死の報に接し急に気が強くなり、アレッポとエデッサの攻略計画を練った。アンティオキア公レーモンはザンギーに奪われた領土を取り返しアレッポに迫った。ダマスクスのウナルもバールベクとホムス、ほか奪われた領土を奪還してシリアのほとんどを回復した。ジョスラン2世もエデッサをたちまち奪還してしまった。ザンギーの築いた王朝は霧散しかけたが、彼の息子がその事業を引き継ぐことになる。
ザンギーの死後、ザンギー朝の領土はジャズィーラ（北部イラク）を領しモースルに拠るサイフッディーン・ガーズィーと、シリアを領しアレッポに拠るヌールッディーンの2人の息子に分割された。後者の領土はいまだアレッポ周囲のみだったが、やがてエデッサを奪還しダマスカスを含むシリア全域に領土を拡大させた。彼の側近と軍事組織の中から、サラーフッディーンのアイユーブ朝が自立して誕生することになる。

## 伝説
彼の母親は、1101年の十字軍の時に行方不明になったオーストリア辺境伯妃イダだという噂が当時あったが、現在の研究者は概ねこれを否定している。